# Le Faucon (film)
Pour les articles homonymes, voir Faucon (homonymie).
Pour plus de détails, voir Fiche technique et Distribution.
Le Faucon est un film policier français de Paul Boujenah sorti en 1983.

## Synopsis
L'inspecteur Frank Zodiac est un flic traumatisé par la mort de sa femme, dans un accident de voiture qui a également laissé sa fille dans le coma. Ce drame l'avait empêché d'être présent pour appréhender le dangereux gangster Gus Sabor, qui avait alors pu échapper aux forces de l'ordre. Trois ans plus tard, les chemins de Frank et de Gus se croisent à nouveau. Frank se lance alors à la poursuite du malfaiteur à travers Paris.

## Fiche technique
- Titre : Le Faucon
- Accroche : Il n'a jamais tué…
- Réalisation : Paul Boujenah, assisté de Philippe Guez
- Scénario : Paul Boujenah, Alain Attal et Hubert Attal
- Producteur : Jacques Dorfmann
- Production : Belstar Productions et Joseph productions
- Musique : Del Rabenja
- Directeur de la photographie : Bernard Zitzermann
- Décors : Frédérique Lapierre
- Genre : policier
- Durée : 80 minutes
- Date de sortie : 14 septembre 1983
- Éditions vidéos :
  - VHS en 1984 chez UGC Vidéo
  - DVD/Bluray le 24 janvier 2018 chez Warner Home

## Distribution
- Francis Huster : Frank Zodiac
- Guy Pannequin : Gus Sabor
- Maruschka Detmers : La femme de Zodiac
- Joseph Boujenah : Isaac
- Agnès Jaoui : Sandra
- Maurice Lamy : Le client de la prostituée
- Vincent Lindon : Un inspecteur
- Jacques Dorfmann
- Isabelle Nanty : L'animatrice radio
- Saskia Cohen-Tanugi : La prostituée
- Nadia Sarfati : La petite fille dans le magasin de jouets